# Цилин, Александр Павлович
Алекса́ндр Па́влович Ци́лин (25 марта 1918 — 19 апреля 1975) — русский советский прозаик, журналист, сахалинский краевед.

## Биография
Родился в селе Большие Ключи Канского уезда Енисейской губернии (ныне в Рыбинском районе Красноярского края). После окончания семилетней школы в 1933 году работал печатником, литературным сотрудником и редактором газеты «Сунженский колхозник» в Чечено-ингушской АССР. Учился на физико-математическом факультете Свердловского государственного университета. . 
В 1942—1943 годах командир отделения истребительного батальона № 7 НКВД Чечено-Ингушской АССР. В 1943 году главный редактор русских передач радиокомитета в Чечено-Ингушской АССР (1943). Член КПСС с 1945 года. В 1948—1950 годах слушатель Саратовской межобластной партийной школы, затем заочной Высшей партийной школы при ЦК ВКП(б), по окончании которой направлен в Сахалинскую область.
- 1950—1954 — заведующий отделом пропаганды редакции газеты «Советский Сахалин»
- 1954—1958 — заведующий сектором печати, инструктор отдела пропаганды и агитации Сахалинского обкома КПСС
- 1958 — главный редактор книжной редакции газеты «Советский Сахалин»
- 1958—1963 — директор Сахалинского областного книжного издательства
- 1963—16.03.1971 — начальник управления по печати Сахалинского облисполкома
- 1971—1974 — директор Сахалинского областного краеведческого музея
- 1974—1975 — ответственный секретарь Сахалинской областной организации Союза журналистов СССР[1]

Умер 19 апреля 1975 года в Южно-Сахалинске.

## Творчество
Автор краеведческих книг и статей, а также художественных повестей для детей. Главы из незаконченного романа «Бураны над Сахалином» публиковались в литературно-художественных сборниках «Наш Сахалин» (1963) и «Сахалин» (1969).

### Статьи
- Крах американских планов захвата Сахалина и Курильских островов // Советский Сахалин. — 1955. — 22 мая (№ 120). — С. 3—4.
- Сахалинцы пишут повести, рассказы, стихи // Молодая гвардия. — 1962. — 21 декабря (№ 254). — С. 3.

## Награды
- орден «Знак Почета»
- медаль «За оборону Кавказа» (1944)
- медаль «За доблестный труд в Великой Отечественной войне 1941—1945 гг.»» (1945)